# Sad Breakfast
Sad Breakfast es una banda de indie rock formada en Ciudad de México en 1998. Considerados precursores en su género, han sido una gran influencia para numerosas agrupaciones independientes, sumado al enfoque de trabajo "hazlo tú mismo" (DIY).
Sad Breakfast ha compartido escenario con bandas como Explosions in the Sky y  Mono.

## Historia
Todo comenzó con Pale Pluto en 1997, cuando la banda estaba conformada por cuatro integrantes: Christian Covarrubias en la batería, Hugo Martínez en el bajo, Josué Guijosa en la voz y guitarra, y Christian Guijosa en la guitarra.
El grupo tocaba rock sin un estilo fijo, sin encontrar una estructura que les convenciera para seguir un camino específico.
En 1998, Christian Guijosa dejó la banda. Los restantes miembros decidieron que necesitaban un cambio y, por experiencias personales, la banda pasó a llamarse Sad Breakfast, nombre otorgado por Christian Covarruvias.
Con este cambio, comenzaron a tocar música diferente, influenciados por la música independiente que empezaban a escuchar. Después de varios ensayos, en 1999 grabaron un demo titulado "With the Sunshine in My Eyes EP". Aunque la grabación fue precaria, sirvió para dar a conocer su percepción de la música.
Tras esta grabación, decidieron buscar un nuevo baterista. Emiliano Sandoval "Mijau" se unió a la banda, y Christian Guijosa regresó. Así, comenzaron a tocar con dos voces, tres guitarras, bajo y batería. Con la experiencia de tocar en fiestas caseras y ensayos exhaustivos, empezaron a descubrir nuevos sonidos más elaborados y a definir su identidad musical.
Sad Breakfast continuó haciendo música y, en 2001, lanzaron de manera casera un EP titulado “Sad Breakfast en Vivo EP”, grabado con una Handycam. Gracias a esta grabación, consiguieron sus primeras presentaciones fuera de la ciudad.
En 2001, Christian Guijosa abandonó la banda para unirse a Hummersqueal°.
En 2002, Sad Breakfast decidió grabar su primer CD LP titulado “Don't Try To Forget... That's Why People Take Pictures”. Fue producido de manera independiente y lanzado un año después, distribuido por Puresome Records en Europa y por Iguana Records en México.
En 2003, con el apoyo de Alejandro Issasi y Gino Marchetti, grabaron en Monterrey dos EPs: "The Time…" y "To Comeback", cada uno con cinco temas. Estos fueron mezclados y masterizados en Montreal Studios, Navarra, España, por Hans Kruger.
En 2004, Christian C. "Migra" dejó la banda tristemente.
En 2005, Josué Ortiz (guitarra) se unió a Sad Breakfast. Comenzaron una larga gira de tres meses por el interior de la república, llevando su propio equipo. Al finalizar la gira, Josué Ortiz dejó la banda.
En 2006, realizaron una segunda gira, enfrentando una dura batalla.
En 2007, el cansancio se hizo evidente y la banda decidió tomar una pausa. Hugo dedicó tiempo completo a BecauseYouRock y dejó de tocar, aunque siguió trabajando con la banda. Christian Guijosa regresó como bajista. Decidieron no cantar más ni tocar temas anteriores, y el nuevo material fue totalmente instrumental. A finales de 2007, comenzaron un nuevo proyecto, crudo y diferente, y en 2008 decidieron entrar al estudio.
En 2009, lanzaron un nuevo material producido por Roy Cañedo en Guadalajara, mezclado por Matt Bayles y masterizado por Ed Brooks en Seattle. Este EP autotitulado "Sad Breakfast" contiene siete temas, todos instrumentales, con un sonido diferente a sus trabajos anteriores.
En 2009, Roberto "Oso" Lira se unió al bajo, y comenzaron una nueva gira con buenas presentaciones. Sin embargo, una triste pérdida familiar afectó la intensidad de la banda.
En 2012, los integrantes originales (Josué, Hugo, Emiliano y Christian C.) se reunieron para una nueva presentación.
En 2023, la banda está activa nuevamente con la incorporación de Christian Guijosa en la guitarra.

## Miembros
Miembros actuales
- Josué Guijosa – voces, guitarras
- Emiliano Sandoval – batería
- Christian Guijosa – guitarras, bajo
- Hugo Martínez – bajo, guitarras

Miembros anteriores
- Christian Covarrubias – guitarras, coros
- Josué "Hobbit Mayor" Ortíz – guitarras, coros
- Roberto "Oso" Lira – bajo

## Discografía
Álbumes de estudio
- Don't Try To Forget... That's Why People Take Pictures (2003, autolanzado)
  - Relanzado en 2007 por Iguana Records en CD.
  - Relanzado en 2024 por Skew Eyed Records Mx en vinilo 12".
- The Time... To Come Back (2006, Iguana Records)
- Sad Breakfast (2009, Because You Rock S.A. de C.V.)

EPs
- With The Sunshine In My Eyes (1999, autolanzado)
  - Relanzado por Nyssa Records en cassette y CDr.
- Sad Breakfast Live (2000, autolanzado)
- Sad Breakfast (2002, autolanzado)
- The Time... (2006, Victim Records)
- To Come Back (2006, Victim Records)